# Africada lateral uvular eyectiva
La africada lateral uvular eyectiva es un sonido consonántico no pulmonar, el símbolo en el Alfabeto Fonético Internacional que representa a este sonido es ⟨qʟ̝̠̊⟩, aunque también se puede transcribir como ⟨q𝼄̠ʼ⟩.

## Características
- Es una africada, lo que significa que el flujo de aire se suprime en su totalidad, para luego liberarse por un canal formado por la lengua, que dirige el chorro de aire a los bordes de los dientes, lo que causa una turbulencia alta.
- Su punto de articulación es uvular, que significa que es articulada con la parte trasera de la lengua contra o cerca de la úvula.
- Su tipo de fonación es sorda, lo que significa que las cuerdas vocales no vibran durante la articulación.
- Se trata de una consonante lateral, lo que significa que el flujo de aire pasa a lo largo de los lados de la lengua.
- Es una consonante oral, lo que significa que el aire puede escapar únicamente por la boca.
- El mecanismo de la corriente de aire es eyectivo (egresivo glótico), lo que significa que el aire es expulsado al bombear la glotis hacia arriba.

## Ocurre en
| Idioma | Palabra               | AFI                   | Significado           | Notas                                              |
| ------ | --------------------- | --------------------- | --------------------- | -------------------------------------------------- |
| ǂhua   | [ ejemplo requerido ] | [ ejemplo requerido ] | [ ejemplo requerido ] | qχʼ se puede llegar a articular como lateral ⟨q𝼄̠ʼ⟩ |